# Đại học Thaksin
Đại học Thaksin (tiếng Thái: มหาวิทยาลัยทักษิณ), tọa lạc tại tỉnh Songkhla, là một trong những trường đại học công lập của Thái Lan. Trường này bắt đầu là một trường sư phạm năm 1968 và trở thành cơ sở khu vực của Đại học Srinakharinwirot năm 1974. Ban đầu nó trở thành một trường đại học công lập độc lập năm 1996.
Đại học Thaksin được tổ chức thành các khoa: Khoa học Xã hội, Khoa học, Giáo dục, Viện nghiên cứu Miền Nam Thái Lan. Ngoài cơ sở ở Songkhla, trường còn có cơ sở ở Phatthalung.